# Chazz Palminteri
Calogero Lorenzo „Chazz” Palminteri (ur. 15 maja 1952 w Nowym Jorku) – amerykański aktor, reżyser, scenarzysta, dramaturg i producent filmowy pochodzenia włoskiego.
Za rolę zbira Cheecha, ochroniarza Olive Neal (Jennifer Tilly) w komedii kryminalnej Woody’ego Allena Strzały na Broadwayu (Bullets Over Broadway, 1994) był nominowany do Oscara dla najlepszego aktora drugoplanowego i nagrody Gildii Aktorów Ekranowych za wybitny występ aktora w roli drugoplanowej oraz otrzymał Independent Spirit Awards w kategorii najlepsza drugoplanowa rola męska.

## Filmografia

### Filmy
- 1984: Home Free All jako Truck Highjacker
- 1985: Ostatni smok (The Last Dragon) jako Kaptur #2
- 1991: Oskar, czyli 60 kłopotów na minutę (Oscar) jako Connie
- 1992: Brudne pieniądze (There Goes the Neighborhood) jako Lyle Corrente
- 1992: Niewinna krew (Innocent Blood) jako Tony Silva
- 1993: Prawo Bronxu (A Bronx Tale) jako Sonny LoSpecchio
- 1994: Strzały na Broadwayu (Bullets Over Broadway) jako Cheech
- 1995: Jade jako Matt Gavin
- 1995: Podejrzani (The Usual Suspects) jako Dave Kujan
- 1996: Diabolique jako Guy Baran
- 1996: Nieugięci (Mulholland Falls) jako Elleroy Coolidge
- 1998: Napiętnowane miasto (Scar City) jako porucznik Laine Devon
- 1999: Depresja gangstera (Analyze This) jako Primo Sidone
- 1999: Stuart Malutki (Stuart Little; dubbing) jako Smokey, szef Alley-Cat (głos)
- 2001: Spadaj na ziemię (Down to Earth) jako King
- 2001: Zakochany kundel II: Przygody Chapsa jako Buster (głos)
- 2004: Ostatnia gonitwa (One Last Ride) jako Tweat
- 2004: Czekając na cud (Noel) jako Arizona
- 2005: Czerwony Kapturek – prawdziwa historia (Hoodwinked!) jako Owca Beczykłak (głos)
- 2005: W Wirze (In the Mix) jako Frank Pacelli
- 2006: Artur i Minimki (Arthur et les Minimoys) jako pracownik biura podróży (dubbing w wersji amerykańskiej)
- 2006: Wszyscy twoi święci (A Guide to Recognizing Your Saints) jako Monty
- 2006: Potęga strachu (Running Scared) jako detektyw Rydell
- 2007: Żywa tarcza (Body Armour) jako Lee Maxwell
- 2013: Piłkarzyki rozrabiają jako Stinky (głos)

### Seriale
- 1986: Posterunek przy Hill Street (Hill Street Blues) jako Sonny Cappelito
- 1987: Matlock jako MP Sierżant Marcy
- 1989: Dallas jako Frank
- 1989: Cwaniak (Wiseguy) jako Peter Alatorre
- 1989: Jeden plus dziesięć (1st & Ten: The Championship) jako Al
- 2010–2014: Partnerki (Rizzoli & Isles) jako Frank Rizzoli Sr.
- 2010–2019: Współczesna rodzina (Modern Family) jako Shorty
- 2012–2013: Zaprzysiężeni (Blue Bloods) jako Angelo Gallo
- 2014: Prawo i porządek: sekcja specjalna (Law & Order: Special Victims Unit) jako Perry Cannavaro
- 2015: Kevin Can Wait jako Vincent
- 2019: Godfather of Harlem jako Joseph Bonanno